# Conceptuele kunst

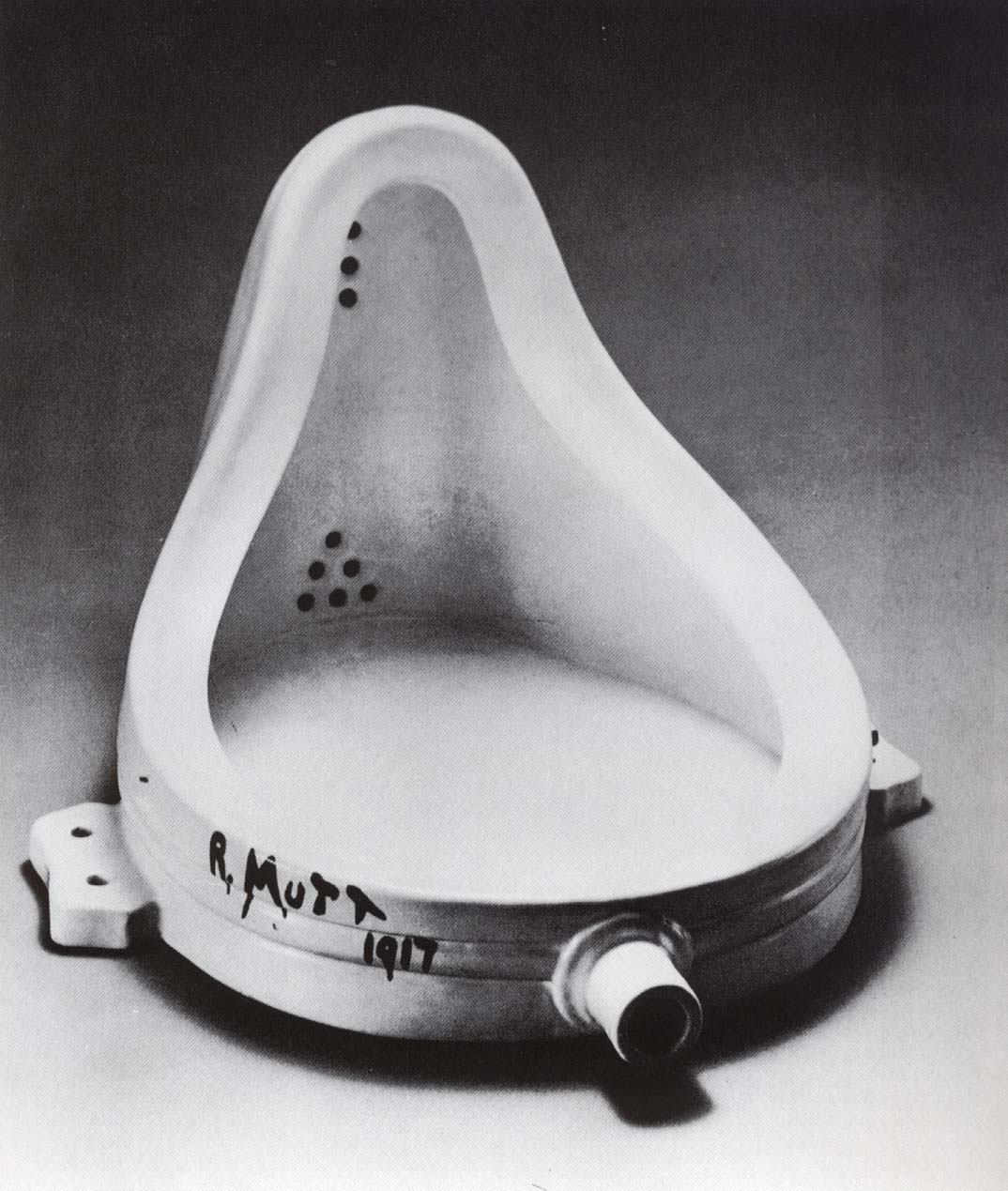
Het werk Fountain by R. Mutt gemaakt door Marcel Duchamp in 1917 is een van de bekendste voorbeelden van vroegconceptuele kunst.

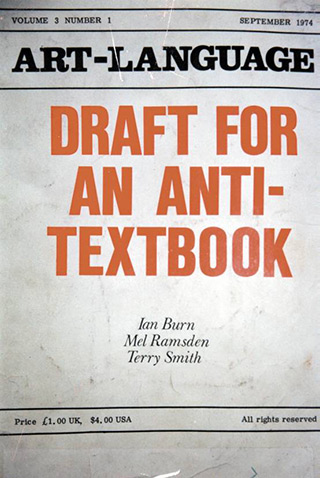
Art-Language: The Journal of Conceptual Art.

Conceptuele kunst (conceptual art) is een kunstvorm waarbij het idee ofwel het concept belangrijker is dan esthetische of materiaal-technische afwegingen.

## Algemeen
Voor conceptuele kunstenaars zijn kunstwerken primair bedoeld als een uitdaging van het intellect. Een conceptueel kunstwerk hoeft in dat licht dus niet mooi te zijn en een conceptueel kunstwerk hoeft niet eens een object of tastbaar te zijn. Sol Lewitt legde in 1967 uit dat hij begon met een idee, een concept, in plaats van met een vorm. Het idee is de machine die het kunstwerk maakt.
Taal speelt vaak een belangrijke rol in een conceptueel kunstwerk. Joseph Kosuth liet met zijn kunstwerk One and three chairs (1965), drie ideeën van een stoel zien: een foto van een stoel, een stoel zelf en een woordenboekdefinitie van het woord 'stoel'.
Bij conceptuele kunst kan het gaan om een streven kunst te bevrijden uit haar traditionele bindingen, zodat kunst en leven een eenheid gaan vormen en de barrières tussen de verschillende disciplines verdwijnen.

## Voorlopers
De Fransman Marcel Duchamp wordt wel gezien als het eerste grote voorbeeld van een conceptueel kunstenaar. Hij maakte in de jaren 20 een serie readymades waarin hij objecten uit het dagelijks leven tentoonstelde als kunst. Duchamp wordt meestal gerekend tot de Dada-beweging, die een van de voorlopers is van de conceptuele kunst. In de jaren 50 en 60 kwam de beweging opnieuw onder de aandacht van kunstenaars als Jasper Johns en Robert Rauschenberg.
In 1952 hield John Cage aan het Black Mountains College een lezing boven op een hoge ladder, waarbij lange willekeurige onderbrekingen opgevuld werden met stilte, met muziek, poëzie en dans.

## Vertegenwoordigers
Ed Kienholz en George Segal zijn belangrijke beeldhouwers in de conceptuele kunst.
De Fransman Yves Klein is een belangrijke schilder met zijn Antropometrieën, waarbij hij naakte met blauwe verf overspoten meisjes over het doek laat rollen. De Italiaanse Gina Pane en de Amerikaan Vito Acconci beoefenen bodyart, terwijl de Weense Hermann Nitsch
een esthetiek van de wreedheid creëert met zijn Orgieën Mysteriën Theater.

De Duitser Joseph Beuys maakte furore met performances en installaties. Zijn credo luidde kunst is identiek aan het leven zelf.
Andere betekenisvolle kunstenaars uit de conceptuele kunst zijn: Art & Language met hun tijdschrift Art-Language: The Journal of Conceptual Art, Christo (Javacheff) met zijn immense verpakkingen, Wolf Vostell, Nam June Paik (Fluxus, Happening), Joseph Kosuth, Bruce Nauman, Walter De Maria, Dmitri Prigov en Robert Smithson.
Robert Barry, Lawrence Weiner, Art & Language en Douglas Huebler spelen in New York ook hun rol. In Nederland is deze stroming binnen de kunst ook sterk aanwezig sinds de jaren 60, onder meer in het fotografische werk van Jan Dibbets en Michel Szulc-Krzyzanowski.
In Nederland behoren Marinus Boezem, Jan Dibbets en Ger van Elk tot de belangrijkste eerste vertegenwoordigers van conceptuele kunst en arte povera. Voor België zijn Marcel Broodthaers, de vroege Danny Matthys en Guy Mees belangrijke figuren.

## Belangrijke conceptueel kunstenaars
- Art & Language
- Joseph Beuys
- Marinus Boezem
- Marcel Broodthaers
- Stanley Brouwn
- Chris Burden
- Daniel Buren
- John Cage
- Hanne Darboven
- Jan Dibbets
- Marcel Duchamp
- Ger van Elk
- Jef Geys
- Peter Fischli en David Weiss
- Cyprien Gaillard
- Gilbert & George
- Dan Graham
- J.C.J. van der Heyden
- Jenny Holzer
- Ray Johnson
- Ilja Kabakov
- On Kawara
- Michael Kienzer
- Per Kirkeby
- Yves Klein
- Joseph Kosuth
- Sol LeWitt
- Ken Lum
- Danny Matthys
- Yoko Ono
- Dennis Oppenheim
- Arne Quinze
- Nam June Paik
- Gian Carlo Riccardi
- Dorothea Rockburne
- Wim T. Schippers
- Peter-Jörg Splettstößer
- TINKEBELL.
- Jacek Tylicki
- Wolf Vostell
- Lawrence Weiner
- Ai Weiwei
- Ashley Zelinskie